# Musée préfectoral de la nature et d'histoire de Miyazaki

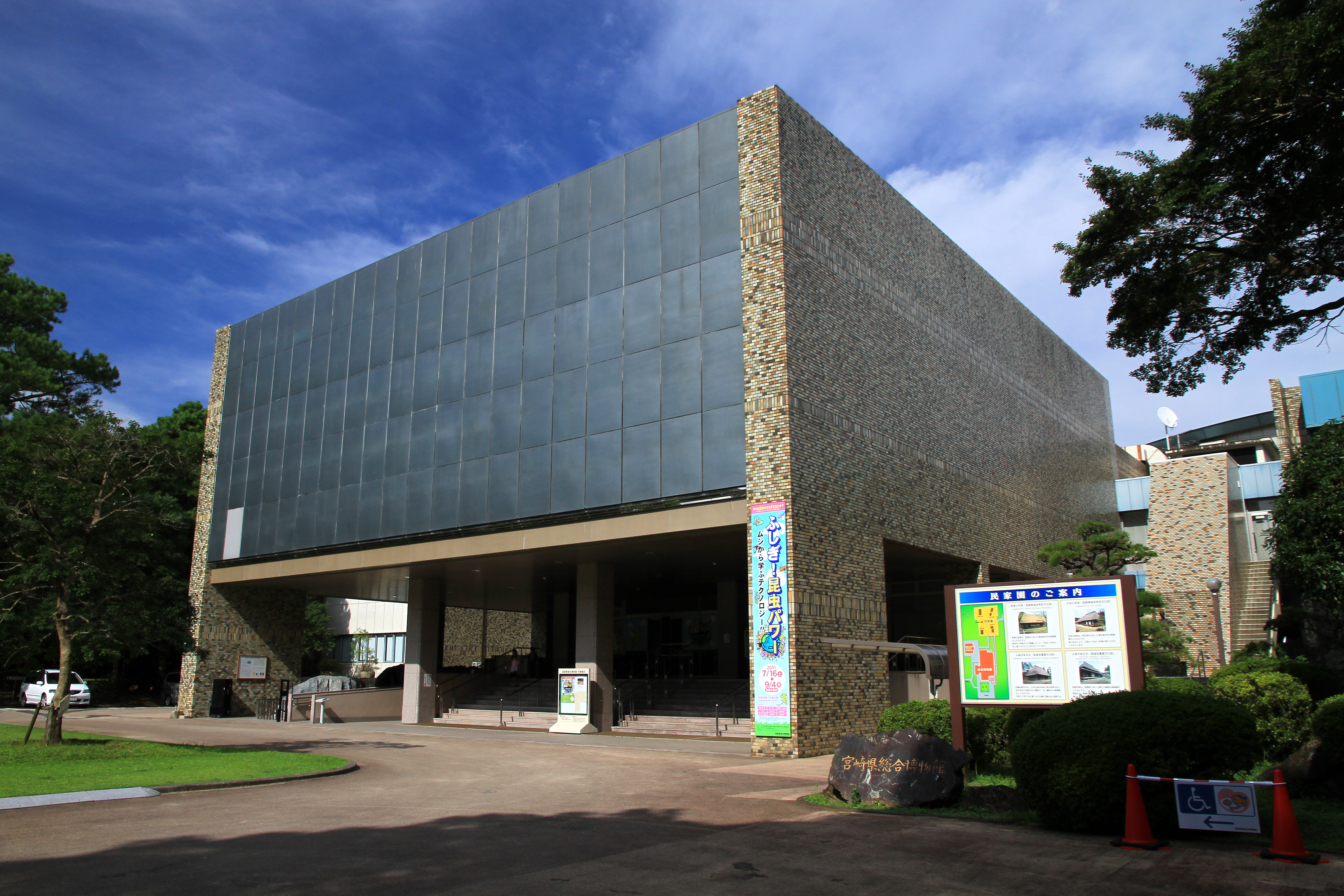
Musée préfectoral de la nature et d'histoire de Miyazaki

Le musée préfectoral de la nature et d'histoire de Miyazaki (宮崎県総合博物館, Miyazaki-ken sōgō hakubutsukan) est un musée préfectoral situé à Miyazaki au Japon, consacré à l'histoire naturelle et à l'histoire de la préfecture de Miyazaki. Le musée ouvre ses portes dans l'enceinte du Miyazaki-jingū en 1971.